# Arenophryne
Genre
Arenophryne est un genre d'amphibiens de la famille des Myobatrachidae.

## Répartition
Les deux espèces de ce genre se rencontrent dans une toute petite région côtière de l'ouest de l'Australie-Occidentale.

## Liste des espèces
Selon Amphibian Species of the World (11 juin 2017) :
- Arenophryne rotunda Tyler, 1976
- Arenophryne xiphorhyncha Doughty & Edwards, 2008

## Étymologie
Le genre Arenophryne, du latin arena, « sable », phrynus, « grenouille », a été choisi en référence à l'habitat de ces espèces.

## Publication originale
- (en) Tyler, 1976 : A new genus and two new species of leptodactylid frogs from Western Australia. Records of the Western Australian Museum, vol. 4, p. 45-52 (texte intégral).